# Sascha Jacobsen
Sascha Jacobsen (Helsinki, 29 novembre 1895 (11 décembre 1895 dans le calendrier grégorien) – Los Angeles, 19 mars 1972) est un violoniste et professeur juif-américain né en Russie, aujourd'hui en Finlande. Il grandit à Saint-Pétersbourg, puis encore jeune garçon, s'installe avec sa famille à New York.

## Biographie
Sascha Jacobsen est diplômé de la Juilliard School en 1915, en tant qu'élève de Franz Kneisel. Après son diplôme, il reçoit le prix mémorial Morris Loeb. Il fonde le Musical Art Quartet dans lequel il joue de 1927 à 1933. Plus tard, il enseigne à la Juilliard school. Parmi ses élèves on note Julius Hegyi et Zvi Zeitlin.
Dans les années 1950, Jacobsen est premier violon dans l'orchestre philharmonique de Los Angeles, sous la direction d'Alfred Wallenstein. Il a joué le « Red Diamond » un violon de Stradivarius.

## Héritage
Jacobsen est l'un des sujets de la chanson de 1922 de George Gershwin, intitulée « Mischa, Jascha, Toscha, Sascha ».
Sascha a également donné des cours de violon à son ami Albert Einstein et enregistré le concerto pour violon, piano et quatuor à cordes d'Ernest Chausson, avec Jascha Heifetz, Jesus San Roma, et le  Musical Art Quartet.